# Ingeborg (cantante)
Ingeborg, nacida Ingeborg Thérèse Marguerite Sergeant (Menen, 15 de octubre de 1966) es una cantante belga y Presentadora de televisión, conocida por su participación en el Festival de la Canción de Eurovisión 1989.

## Inicios
Ingeborg estudió en el Studio Herman Teirlinck en Amberes, una escuela para jóvenes cantantes y actores. Uno de sus compañeros fue el holandés Stef Bos, con quién formó una relación personal y profesional. Con otros compañeros, formaron un grupo llamado Zwiep en Brons y ganaron el premio del jurado en el concurso Leids Cabaret Festival de 1988 en la ciudad holandesa de Leiden.

## Festival de Eurovisión
En 1989, la canción de Ingeborg "Door de wind" ("A través del viento") fue elegida para representar a Bélgica en el Festival de la Canción de Eurovisión 1989 que tuvo lugar el 6 de mayo en Lausanne, Suiza. Por segundo año consecutivo, la canción belga no logró conectar con los jurados, acabando en 19º lugar de 22 participantes.

## Carrera posterior
En 1990 Ingeborg comenzó a trabajar como presentadora en la televisión Vlaamse Televisie Maatschappij. Presentó programas como Blind Date, All You Need is Love y Bluff!, y fue conocida como la cara del programa infantil Schuif Af! que presentó de 1990 a 2006.
Desde 1999 Ingeborg ha sido instructora de yoga y meditación. En 2007 comenzó a trabajar para el canal digital Vitaliteit.

## Vida privada
Ingeborg está casada con su mánager, Roland Keyaert. La pareja tiene un hijo, nacido en 1994, y viven en Brujas.